# Natalia Dimitrievna Kostyuk
Natalia Dimitrievna Kostyuk (Наталя Дмитриевна Костюк) est une astronome russe, membre de l'Institut d'Astronomie de l'Académie des sciences de Russie.

## Biographie
En 2016, Kostyuk occupe la position de chercheur à l'observatoire de Zvenigorod en Russie.
Kostyuk est connue pour être l'auteur du catalogue d'étoiles « HD-DM-GC-HR-HIP-Bayer-Flamsteed Cross Index », 2002.